# Quách Huy Hoàng
Quách Huy Hoàng là Thiếu tướng Công an nhân dân Việt Nam. Ông hiện giữ chức vụ Cục trưởng Cục Quản lý xuất nhập cảnh, Bộ Công an Việt Nam.

## Tiểu sử
Quách Huy Hoàng là đảng viên Đảng Cộng sản Việt Nam.
Tháng 2 năm 2017, Quách Huy Hoàng là Đại tá, Phó Cục trưởng Cục Bảo vệ chính trị IV, Tổng cục An ninh, Bộ Công an.
Tháng 7 năm 2017, Quách Huy Hoàng là Thiếu tướng, Cục trưởng A73, Tổng cục An ninh nhân dân, Bộ Công an.
Tháng 11 năm 2017, Quách Huy Hoàng là Thiếu tướng, Cục trưởng Cục An ninh chính trị, Bộ Công an.
Tháng 3 năm 2020, Quách Huy Hoàng là Phó Bí thư Đảng ủy, Phó Cục trưởng Cục Quản lý xuất nhập cảnh, Bộ Công an.
Từ tháng 5 năm 2020, ông giữ chức vụ Cục trưởng Cục Quản lý xuất nhập cảnh, Bộ Công an Việt Nam thay Trung tướng Bùi Mậu Quân nghỉ hưu. Ông là Bí thư Đảng ủy Cục Quản lý xuất nhập cảnh.

## Khen thưởng
- Bằng khen của Bộ Ngoại giao Việt Nam (nhận vào ngày 9 tháng 3 năm 2017)[2]

## Lịch sử thụ phong quân hàm
- Đại tá
- Thiếu tướng (2017)